# Годро, Джонни
Джон Майкл (Джо́нни) Годро́ (англ. John Michael "Johnny" Gaudreau; 13 августа 1993, Carneys Point Township, Нью-Джерси или Сейлем, Нью-Джерси — 29 августа 2024, Oldmans Township, Нью-Джерси) — американский хоккеист. На драфте НХЛ 2011 года был выбран клубом «Калгари Флэймз» в 4-м раунде под общим 104-м номером.

## Игровая карьера
В сезоне 2010/11 играл за «Дюбюк Файтинг Сейнтс» в хоккейной лиге США. В этом сезоне он попал на матч всех звёзд лиги и помог своей команде выиграть Кубок Кларка и титул чемпиона хоккейной лиги США. Также он попал во второй состав символической сборной лиги, получил титул «Юниор сезона в USHL». На Драфте НХЛ 2011 года он со своим ростом, 175 см, стал одним из самых низкорослых хоккеистов, выбранных на драфте.
После этого выступал в студенческой лиге США за Бостонский колледж в течение четырёх сезонов.

### НХЛ

#### Калгари Флэймз
11 апреля 2014 года Годро получил «Хоби Бейкер Эворд», приз лучшему молодому игроку. Отсюда произошло его прозвище «Джонни Хоккей». В тот же день он подписал с «Калгари Флэймз» контракт новичка.
Дебютировал в НХЛ в последнем матче регулярного чемпионата сезона 2013/14 против «Ванкувер Кэнакс», в котором забил свой первый гол в НХЛ.
В начале сезона 2014/15 Годро получил место в основном составе команды. В первых шести матчах сезона Годро не смог набрать ни одного очка, но затем в 37 играх набрал 30 (12+18) очков. 22 декабря 2014 года Джонни сделал первый в своей карьере в НХЛ хет-трик, забив три гола «Лос-Анджелес Кингз», став самым молодым игроком «Калгари Флэймз», оформившим хет-трик, обойдя Джо Нуиндайка. 25 января 2015 года принял участие в своём первом матче всех звёзд НХЛ.
В сезоне 2015/16 набрал 78 (30+48) очков в 79 матчах и стал лучшим бомбардиром «Калгари». Также принял участие в матче всех звёзд 2016. 10 октября 2016 года заключил новый контракт с «Калгари Флэймз» сроком на 6 лет и на общую сумму $40,5 млн..

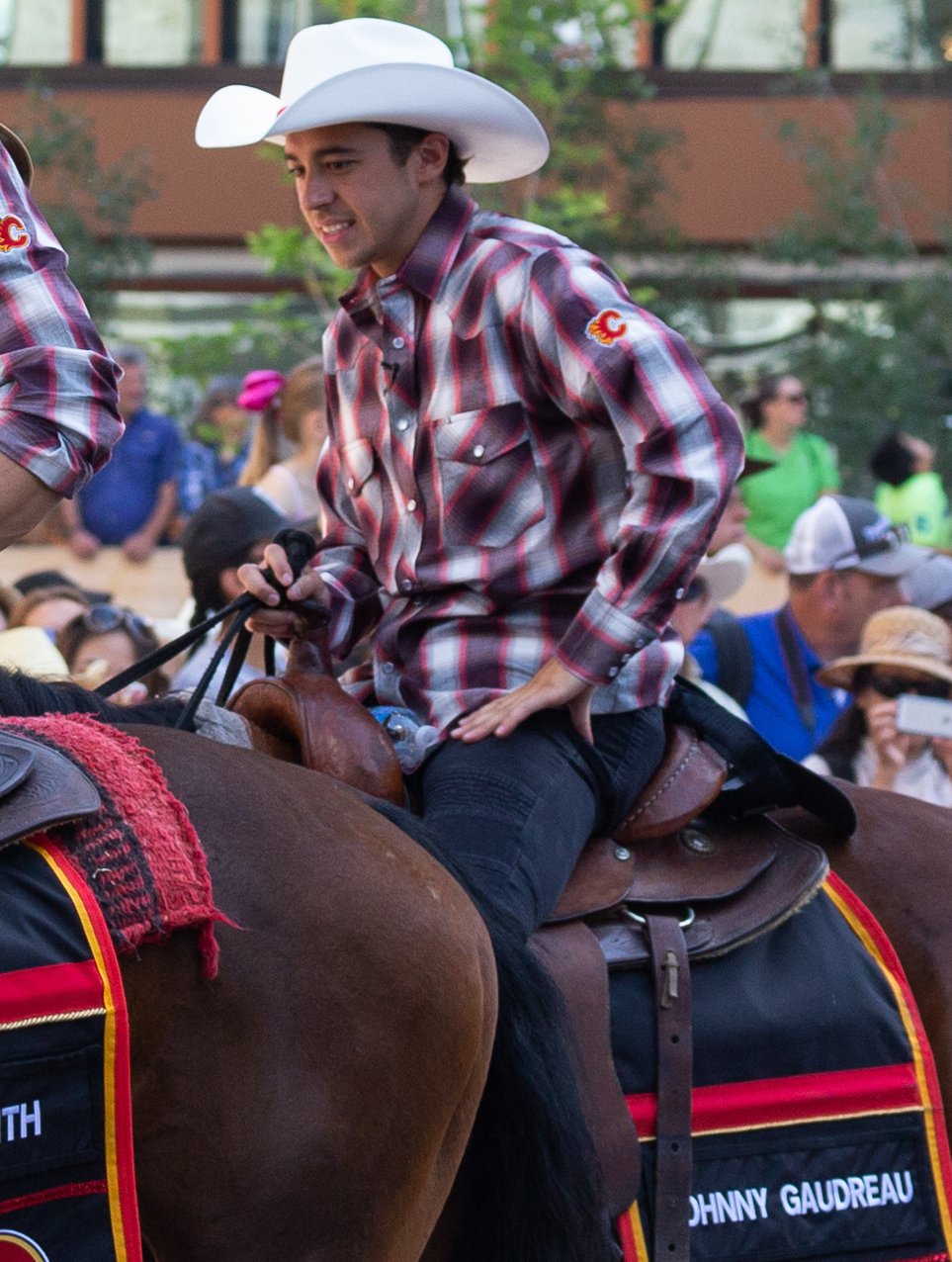
Годро в 2018 году

В сезонах 2016/17 и 2017/18 становился лучшим бомбардиром «Калгари», при этом стал первым игроком «Флэймз» за 25 лет, отдавшим 60 голевых передач за сезон. В сезоне 2018/19 набрал 99 очков (36+63) в 82 матчах.
В сезоне 2021/22 впервые в карьере набрал сначала 100, а потом и 110 очков. 10 марта 2022 года сделал хет-трик в ворота «Тампы» (4:1). 26 марта 2022 года набрал 5 очков (0+5) в игре против «Эдмонтона» (9:5). Ещё трижды за сезон набирал по 4 очка за матч. В итоге Годро набрал 115 очков (40+75) в 82 матчах регулярного сезона с лучшим в лиге показателе полезности +64. Годро занял второе место в списке лучших бомбардиров сезона, уступив только Коннору Макдэвиду (123 очка). По передачам Годро занял третье место после Жонатана Юбердо (85) и Макдэвида (79). В плей-офф Годро набрал 14 очков (3+11) в 12 матчах.

#### Коламбус Блю Джекетс
13 июля 2022 подписал контракт с «Коламбус Блю Джекетс» сроком на 7 лет и на общую сумму $68,25 млн. В сезоне 2022/23 набрал 72 очка (21+53) в 80 матчах при показателе полезности −33. В следующем сезоне сыграл слабее — 60 очков (12+48) в 81 матче при показателе полезности −27. 9 апреля 2024 года в матче против «Тампы» (2:5) сделал 500-ю передачу в карьере в НХЛ. Последним матчем Годро в НХЛ стала игра 16 апреля 2024 года против «Каролины», в которой он забросил победную шайбу (6:3).
Всего Годро сыграл в НХЛ 763 матча и набрал 743 очка (243+500) при показателе полезности +25. В плей-офф провёл 42 матча и набрал 33 очка (11+22) при показателе полезности −11.

### Международная карьера
Джонни Годро был в составе сборной США на молодёжном чемпионате мира 2013, который проходил в Уфе. На турнире он забросил семь шайб, набрал девять очков и стал лучшим бомбардиром сборной США, а «звёздно-полосатые» выиграли чемпионат мира. В четвертьфинале против Чехии Джонни оформил хет-трик, а в полуфинале сделал дубль в ворота канадцев. По окончании турнира он попал в символическую сборную турнира.
В 2014 году был в составе сборной США на взрослом чемпионате мира, проходившего в Беларуси. На чемпионате мира он забил свой первый гол в первом же матче против хозяев турнира, сборной Беларуси. Игра окончилась со счётом 5:1 в пользу американцев. Хотя американцы и проиграли в четвертьфинале сборной Чехии, Годро с 2 голами и 8 результативными передачами попал в десятку лучших бомбардиров турнира. Лучшим матчем для Джонни стала игра против сборной Германии, в которой он набрал четыре очка.
На чемпионате мира 2017 года набрал 11 очков (6+5) в 8 матчах, американцы заняли 5-е место. На чемпионате мира 2018 года набрал 9 очков (1+8) в 10 матчах, сборная США стала бронзовым призёром.
19 мая 2024 года на чемпионате мира в Чехии набрал 5 очков (1+4) в матче против сборной Казахстана (10:1). На счету Годро стало 43 очка (13+30) в 38 матчах на чемпионатах мира. Он вышел на первое место среди американцев по набранным очкам, обойдя Патрика Кейна (42 очка в 25 матчах). Последним матчем в карьере Годро стал четвертьфинал чемпионата мира в Чехии, в котором США 23 мая в Праге уступили команде хозяев со счётом 0:1.

## Гибель
29 августа 2024 года Джонни Годро и его младший брат Мэттью (род. 1994) во время поездки на велосипедах были насмерть сбиты машиной в Олдмансе, штат Нью-Джерси. Братья собирались на свадьбу своей сестры Кэти, которая должна была пройти на следующий день.

## Статистика
| Легенда | Легенда                    | Легенда | Легенда                   | Легенда | Легенда    |
| ------- | -------------------------- | ------- | ------------------------- | ------- | ---------- |
| И       | Количество проведённых игр | Штр     | Штрафное время            | +/−     | Плюс-минус |
| Г       | Голы                       | П       | Голевые передачи          | О       | Очки       |
| -       | Статистика неизвестна      | —       | Статистика не учитывалась |         |            |

## Награды и достижения
| Награда                                                | Год                    |
| ------------------------------------------------------ | ---------------------- |
| «Юниор сезона 2010/11» ХЛСША                           | 2010/11                |
| Второй состав сборной ХЛСША                            | 2010/11                |
| Звезда ХЛСША                                           | 2010/11                |
| MVP Бианпот                                            | 2012                   |
| Билл Флин Трофи — Приз самому полезному игроку турнира | 2012                   |
| Сборная турнира NCAA                                   | 2012                   |
| Юниорская сборная NCAA                                 | 2011/12                |
| Символическая сборная МЧМ                              | 2013                   |
| Игрок года в NCAA                                      | 2012/13                |
| Уолтер Браун Эвард                                     | 2013/14                |
| Игрок года в NCAA                                      | 2013/14                |
| Первый состав сборной Востока NCAA                     | 2013-14                |
| Хоби Бейкер Эвард                                      | 2013/14                |
| Участие в Матче всех звёзд НХЛ                         | 2015, 2016, 2017, 2018 |

## Семья
У Джонни Годро был младший брат Мэттью (1994—2024), который тоже был хоккеистом, выступал в АХЛ, один сезон провёл в Швеции, завершил карьеру после сезона 2021/22. Братья погибли вместе.